# بلینو
بلینو (به ایتالیایی: Bellino) یک کومونه در ایتالیا است که در استان کونیو واقع شده‌است. بلینو ۶۱٫۷ کیلومتر مربع مساحت و ۱۴۴ نفر جمعیت دارد و ۱٬۵۷۶ متر بالاتر از سطح دریا واقع شده‌است.